# ISO 3166-2:AZ
ISO 3166-2:AZ es la entrada para Azerbaiyán en la ISO 3166-2, parte de la ISO 3166 estándar publicado por la Organización Internacional para Estandarización (ISO), el cual define códigos para los nombres de las subdivisiones principales como provincias o estados de todos los  países cifrado en la ISO 3166-1.
Actualmente en Azerbaiyán, los códigos ISO 3166-2 están definidos para 1 república autónoma, 11 municipios y 66 raiónes.
Cada código consta de dos partes, separados por un guion. La primera parte es AZ, el código de Azerbaiyán en la  ISO 3166-1 alfa-2 . El segundo apartado son dos letras.

## Códigos actuales
Los nombres de la subdivisión están listados como en la ISO 3166-2 estándar publicado por la Agencia de Mantenimiento ISO 3166 (ISO 3166/MA).

### República autónoma
| Código | Nombre de subdivisión (az) | Nombre de subdivisión (es) |
| ------ | -------------------------- | -------------------------- |
| AZ-NX  | Naxçıvan                   | Najicheván                 |

### Municipios y raiónes
| Código | Nombre de subdivisión (az) | Nombre de subdivisión (es) | Categoría de subdivisión | Subdivisión principal |
| ------ | -------------------------- | -------------------------- | ------------------------ | --------------------- |
| AZ-ABS | Abşeron                    | Absherón                   | Raión                    | —                     |
| AZ-AGC | Ağcabədi                   | Aghyabadi                  | Raión                    | —                     |
| AZ-AGM | Ağdam                      | Agdam                      | Raión                    | —                     |
| AZ-AGS | Ağdaş                      | Agdás                      | Raión                    | —                     |
| AZ-AGA | Ağstafa                    | Agstafa                    | Raión                    | —                     |
| AZ-AGU | Ağsu                       | Aghsu                      | Raión                    | —                     |
| AZ-AST | Astara                     | Astara                     | Raión                    | —                     |
| AZ-BAB | Babək                      | Babek                      | Raión                    | NX                    |
| AZ-BA  | Bakı                       | Bakú                       | Municipio                | —                     |
| AZ-BAL | Balakən                    | Balakán                    | Raión                    | —                     |
| AZ-BAR | Bərdə                      | Bardá                      | Raión                    | —                     |
| AZ-BEY | Beyləqan                   | Beylagan                   | Raión                    | —                     |
| AZ-BIL | Biləsuvar                  | Bilasuvar                  | Raión                    | —                     |
| AZ-CAB | Cəbrayıl                   | Yabrayil                   | Raión                    | —                     |
| AZ-CAL | Cəlilabad                  | Yalilabad                  | Raión                    | —                     |
| AZ-CUL | Culfa                      | Yulfa                      | Raión                    | NX                    |
| AZ-DAS | Daşkəsən                   | Dashkasan                  | Raión                    | —                     |
| AZ-FUZ | Füzuli                     | Fuzuli                     | Raión                    | —                     |
| AZ-GAD | Gədəbəy                    | Gadabay                    | Raión                    | —                     |
| AZ-GA  | Gəncə                      | Ganja                      | Municipio                | —                     |
| AZ-GOR | Raión de Goranboy          | Goranboy                   | Raión                    | —                     |
| AZ-GOY | Göyçay                     | Goychay                    | Raión                    | —                     |
| AZ-GYG | Göygöl                     | Goygol                     | Raión                    | —                     |
| AZ-HAC | Hacıqabul                  | Hayiqabul                  | Raión                    | —                     |
| AZ-IMI | İmişli                     | Imishli                    | Raión                    | —                     |
| AZ-ISM | İsmayıllı                  | Ismailli                   | Raión                    | —                     |
| AZ-KAL | Kəlbəcər                   | Kalbayar                   | Raión                    | —                     |
| AZ-KAN | Kǝngǝrli                   | Kangarli                   | Raión                    | NX                    |
| AZ-KUR | Kürdəmir                   | Kurdamir                   | Raión                    | —                     |
| AZ-LAC | Laçın                      | Lachín                     | Raión                    | —                     |
| AZ-LA  | Lənkəran                   | Ciudad de Lankaran         | Municipio                | —                     |
| AZ-LAN | Lənkəran                   | Lankaran                   | Raión                    | —                     |
| AZ-LER | Lerik                      | Lerik                      | Raión                    | —                     |
| AZ-MAS | Masallı                    | Masallı                    | Raión                    | —                     |
| AZ-MI  | Mingəçevir                 | Mingachevir                | Municipio                | —                     |
| AZ-NA  | Naftalan                   | Naftalan                   | Municipio                | —                     |
| AZ-NV  | Naxçıvan                   | Ciudad de Najicheván       | Municipio                | NX                    |
| AZ-NEF | Neftçala                   | Neftchala                  | Raión                    | —                     |
| AZ-OGU | Oğuz                       | Oghuz                      | Raión                    | —                     |
| AZ-ORD | Ordubad                    | Ordubad                    | Raión                    | NX                    |
| AZ-QAX | Qax                        | Qaj                        | Raión                    | —                     |
| AZ-QAZ | Qazax                      | Qazaj                      | Raión                    | —                     |
| AZ-QAB | Qəbələ                     | Qabala                     | Raión                    | —                     |
| AZ-QOB | Qobustan                   | Gobustán                   | Raión                    | —                     |
| AZ-QBA | Quba                       | Quba                       | Raión                    | —                     |
| AZ-QBI | Qubadlı                    | Gubadli                    | Raión                    | —                     |
| AZ-QUS | Qusar                      | Qusar                      | Raión                    | —                     |
| AZ-SAT | Saatlı                     | Saatli                     | Raión                    | —                     |
| AZ-SAB | Sabirabad                  | Sabirabad                  | Raión                    | —                     |
| AZ-SBN | Şabran                     | Shabran                    | Raión                    | —                     |
| AZ-SAH | Şahbuz                     | Shahbuz                    | Raión                    | NX                    |
| AZ-SAL | Salyan                     | Salyán                     | Raión                    | —                     |
| AZ-SMI | Şamaxı                     | Shamaji                    | Raión                    | —                     |
| AZ-SMX | Samux                      | Samuj                      | Raión                    | —                     |
| AZ-SAD | Sədərək                    | Sadarak                    | Raión                    | NX                    |
| AZ-SA  | Şəki                       | Ciudad de Shaki            | Municipio                | —                     |
| AZ-SAK | Şəki                       | Shaki                      | Raión                    | —                     |
| AZ-SKR | Şəmkir                     | Shamkir                    | Raión                    | —                     |
| AZ-SAR | Şərur                      | Sharur                     | Raión                    | NX                    |
| AZ-SR  | Şirvan                     | Shirvan                    | Municipio                | —                     |
| AZ-SIY | Siyəzən                    | Siazán                     | Raión                    | —                     |
| AZ-SM  | Sumqayıt                   | Sumgait                    | Municipio                | —                     |
| AZ-SUS | Şuşa                       | Shusha                     | Raión                    | —                     |
| AZ-TAR | Tərtər                     | Tartar                     | Raión                    | —                     |
| AZ-TOV | Tovuz                      | Tovuz                      | Raión                    | —                     |
| AZ-UCA | Ucar                       | Uyar                       | Raión                    | —                     |
| AZ-XAC | Xaçmaz                     | Jachmaz                    | Raión                    | —                     |
| AZ-XA  | Xankəndi                   | Jankendi                   | Municipio                | —                     |
| AZ-XIZ | Xızı                       | Jizi                       | Raión                    | —                     |
| AZ-XCI | Xocalı                     | Joyalí                     | Raión                    | —                     |
| AZ-XVD | Xocavənd                   | Joyavend                   | Raión                    | —                     |
| AZ-YAR | Yardımlı                   | Yardimli                   | Raión                    | —                     |
| AZ-YE  | Yevlax                     | Ciudad de Yevlaj           | Municipio                | —                     |
| AZ-YEV | Yevlax                     | Yevlaj                     | Raión                    | —                     |
| AZ-ZAQ | Zaqatala                   | Zaqatala                   | Raión                    | —                     |
| AZ-ZAN | Zəngilan                   | Zangilán                   | Raión                    | —                     |
| AZ-ZAR | Zərdab                     | Zardab                     | Raión                    | —                     |